# محاسب تحت التمرين
هو المحاسب الذي حصل على درجة البكالوريوس في المحاسبة أو ما يعادلها ويتم اعداده ليكون محاسب قانوني بعد انتهاء فترة تدريبه لدي إحدى مكاتب المحاسبة 
ويكون التعامل مع المحاسب تحت التمرين لدى القطاعات الحكومية المختلفة مثل المحاسب القانوني ويقوم بجميع أعمال المحاسب القانوني أثناء فترة تدريبه ولا يحق له اعتماد الميزانية باسمه كما لا يحق له التعامل مع عملاء المكتب إلا من خلال المكتب.